# 清芳亭

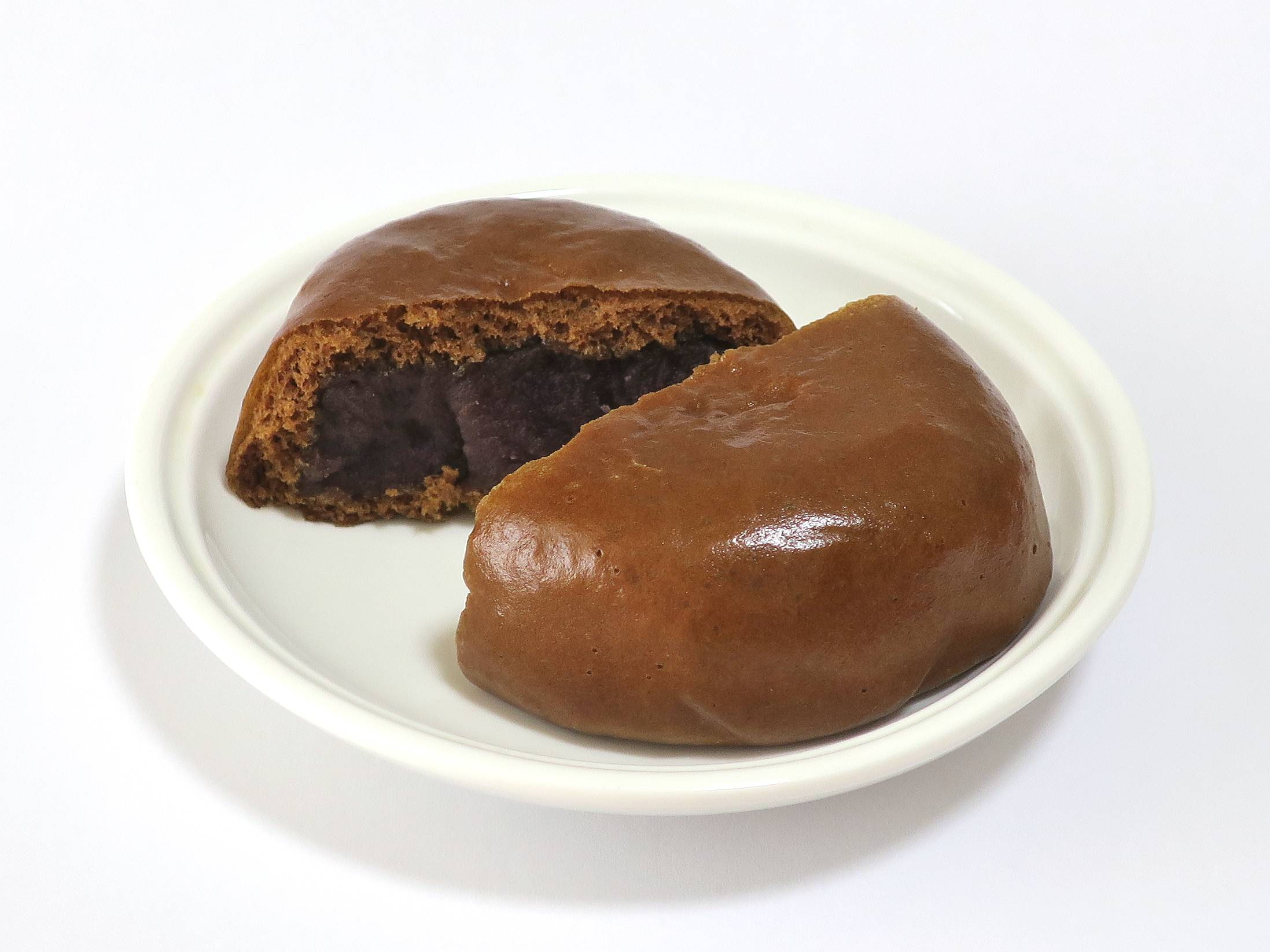
湯の花まんじゅう

株式会社清芳亭（せいほうてい）は、群馬県渋川市伊香保町伊香保に所在する企業。伊香保温泉の土産菓子である湯の花饅頭（温泉饅頭）を製造・販売する和菓子店の一つである。

## 歴史
大正時代、清水芳三が伊香保町三丁目の坂道沿いにて酒の小売店として創業。その後、婿養子に入った清水二郎（旧・群馬郡清里村、現・前橋市出身）が1936年（昭和11年）に和菓子店への転換を図った。二郎本人は饅頭作りに関して素人同然であり、伊香保温泉における和菓子店としても後発であったが、東京から招いた菓子職人と試行錯誤を重ね、数年で伊香保一の売上の和菓子店へと成長した。「店頭づくり」は当時珍しい試みであった。当時は店の奥に仕事場が配置されがちで、薄暗く衛生面で課題があったことから、寿司屋のように店頭で製造と販売を行う手法を近隣の大黒屋とともに始めた。すると道行く人が店頭で饅頭を蒸かす光景を目にして珍しがっていたという。1950年（昭和25年）1月に「有限会社清芳亭」、1964年（昭和39年）1月に現社名となる。これと前後して、1962年（昭和37年）に二郎の息子・清水亮市が大学を卒業し入社。東京で大学生活を送りつつ店の経営を手伝い、身体の弱かった二郎を支えた。
1967年（昭和42年）、三丁目通りから離れ、現在地に店を移転した。このとき、資本金を4000万円へと増資している。モータリゼーションを見据え、温泉街の奥から幹線道路沿いへと移転するという選択が奏功し、数年で売上をさらに伸ばした。1977年（昭和52年）、二郎の死去により亮市が社長に就任。昭和末期の時点で製餡こそ機械化を済ませていたものの、餡を丸めて皮に包む包餡は職人による手作業のままであり、現状の工場の規模では生産量に限りが見えていた。生産性の向上にむけ、職人の手作業による饅頭と、栃木県メーカー製の機械による饅頭との比較・改良を経て、包餡の機械化を実現した。現在の店舗・工場は1994年（平成6年）に新築したものである。

## 製品
当店の「湯の花饅頭」は、北海道産の小豆を用いた自家製の餡を、赤砂糖を用いた皮で包んだ饅頭である。機械化により1日あたり数万個の生産能力をもつ。饅頭の評価について、地元ウェブ媒体の伊香ほっとが2015年に温泉地内にある10店舗別の饅頭を実食・比較した記事より引用する。
| 食べ比べてみた感想                                                                                      | あんこの甘さ | 皮の厚さ |
| --- | ------------ | -------- |
| あんこが一番きめ細やかで、皮も薄いのでとける感じ。 生地がちょっと塩気があるので、たくさん食べれちゃう。 | 甘い         | 薄め     |
| ――以上、引用：                                                                                          |              |          |

また、旅行ウェブサイトのトラベルjpが2018年に温泉地内の7種の饅頭を比較した記事より引用する。
見た目は少し四角い形。あんこが上品で滑らか、甘さ控えめですが、コクがあります。皮はしっとり、軽い食感です。 —トラベルjp
その他の取り扱い商品としては、栗羊羹、どら焼き、水羊羹、季節商品として桜餅、柏餅、葛切りなどがある。取引先として伊香保温泉の各旅館を始め、食の駅や百貨店のスズラン、スーパーマーケットのベイシアがある。

## 交通アクセス
公共交通機関
JR渋川駅から関越交通バス伊香保行きに乗車し20分、「見晴下」バス停留所で下車、徒歩1分。
自家用自動車
関越自動車道・渋川伊香保インターチェンジから国道17号および群馬県道33号渋川松井田線を10キロメートル、自動車で15分。駐車場あり。

## 支店
群馬県高崎市にある清芳亭は1940年（昭和15年）に支店として本町通り沿いに出店したもので、1994年（平成6年）には同市福島町（当時・群馬町）にも進出した。店舗は以下の通り。
- 高崎本町店（群馬県高崎市本町101） - 有限会社清芳亭（法人番号：5070002010564）所在地[16]。店舗統合のため2024年（令和6年）6月16日の営業を以て閉店[17]。
- 高崎福島店（群馬県高崎市福島町731-1）